# Molí del Llargués
El Molí del Llargués és una obra del municipi de la Baronia de Rialb (Noguera) inclosa en l'Inventari del Patrimoni Arquitectònic de Catalunya. L'estat de conservació no és bo, però em queda algun vestigi. Es localitza sota el camí que des de Gualter creua tot el municipi de la Baronia de Rialp.